# Stâlpu (gmina)
Stâlpu – gmina w Rumunii, w okręgu Buzău. Obejmuje tylko jedną miejscowość Stâlpu. W 2011 roku liczyła 3193 mieszkańców.